# Viganj
Viganj je mjesto na poluotoku Pelješcu, pripada općini Orebić u Dubrovačko-neretvanskoj županiji.

## Zemljopis
Viganj je smješten u prostranoj uvali zapadno od rta Svetog Liberana. Mjesto je duge pomorske tradicije, u njemu postoji voćnjak i botanički vrt gdje uspijevaju voćke i biljke koje su donijeli pelješki pomorci.
Iznad Vignja se nalaze zaseoci Basina, Kovačevići, Kraljevića selo, Šapetino selo, Podac i Dol. Na vrhu Sveti Ivan, gdje se nedaleko od puta nalazi i stara crkvica, a ispod nje ostatci topničkog položaj austro-ugarske mornarice. Na tom mjestu završava Pelješki kanal.

## Stanovništvo
Prema popisu stanovništva iz 2001. godine u Vignju u 120 domaćinstava obitavaju 322 stanovnika.
| broj stanovnika | 563   | 468   | 482   | 471   | 452   | 414   | 369   | 337   | 235   | 285   | 338   | 346   | 317   | 330   | 322   | 283   | 236   |
|                 | 1857. | 1869. | 1880. | 1890. | 1900. | 1910. | 1921. | 1931. | 1948. | 1953. | 1961. | 1971. | 1981. | 1991. | 2001. | 2011. | 2021. |

## Šport
- Vaterpolski klub KVAŠK
- Klub športova na moru i tehničke kulture "Bofor"

Viganj je značajna Hrvatska lokacija za kitesurfing i windsurfing šport. Povremeno ugošćuje natjecanja Svjetskog kupa, prvi put još 1989. godine. Viganj Open je važna hrvatska windsurfing regata koja se održava više od deset godina.

## Poznate osobe
- Pijal-paša, otomanski admiral iz 16.st.
- Ivan Lupis Vukić, prvi hrvatski iseljenički novinar

## Vanjske poveznice
- Turistička zajednica općine Orebić  Arhivirana inačica izvorne stranice od 21. siječnja 2010. (Wayback Machine)